# Quantitative Dramenanalyse
Quantitative Dramenanalyse ist ein Zweig innerhalb der quantitativ-statistischen Literaturwissenschaft, der sich mit der Analyse jener Aspekte von dramatischen Texten befasst, die zählbar und bestimmbar sind.

## Erklärung
Ausgangspunkt ist häufig der Sprechakt einer Figur, dessen Länge in der Anzahl der Wörter und Zeichen festgehalten wird. Zugleich wird erfasst, wer neben dem Sprechenden anwesend und wer abwesend ist. Bildet man das Personal horizontal und die Repliken vertikal ab (oder umgekehrt), so erhält man eine Matrix, die Ausgangspunkt für weitere Analyseschritte ist. Die Gesamtmatrix stellt die Konfigurationsstruktur dar, innerhalb derer die quantitativen Korrespondenz- und Kontrastrelationen des Personals angegeben werden können und Umfang und Dauer einzelner Konfigurationen messbar sind. Semantische Differenzierungen ergeben sich aus der Dialogführung (Duolog, Polylog) und der Unterbrechungsfrequenz der Repliken. Typologische Merkmale von Dramentexten können aus der Konfigurationsdichte erschlossen werden. Sie stellt die Relation der in der Matrix besetzten Stellen zur Gesamtzahl der besetzbaren Stellen dar.
Marcus benutzt die Matrix zur Differenzierung des dramatischen Personals. Aus der Häufigkeit des Zusammentreffens von Personen in Szenen und Situationen bzw. aus dem Nicht-Zusammentreffen gelangt er zu quantitativen Aussagen bezüglich der Nähe und Distanz und gliedert das Personal in
1. konkomitante Figuren, die immer zusammen auftreten wie z. B. Rosencrantz und Guildenstern in Hamlet,
2. szenisch alternative Figuren, die nie zusammentreffen und
3. szenisch dominante sowie
4. szenisch unabhängige Figuren.

Ein besonderer Fall ist die Häufigkeitsverteilung von Replikenlängen, die auf Wilhelm Fuchs und Satzlängen zurückgeht. Die in Shakespeares Dramen vor 1599 am häufigsten verwendete Replikenlänge weist 9 Wörter auf. Ab 1599 geht dieser Maximumwert auf 4 Wörter zurück. Daraus folgert ein Mehr an Dialogizität, an handlungsorientierter Sprache und an dramatischem Tempo. Diese quantitativ-statistisch nachweisbare künstlerische Entwicklung fällt zeitlich in die Miteigentümerschaft Shakespeares am neuen Globe Theatre.
Computergestützte stilometrische Untersuchungen wurden Anfang der neunziger Jahre von Matthews und Merriam zur Bestätigung von Autorenschaften vorgenommen. Unzweifelhaft einem Autor zugehörige Texte wurden linguistisch klassifiziert. Nicht eindeutig zugeordnete Texte wurden unter Simulation eines neuronalen Systems in den Input-Layer gebracht und im Hidden-Layer aufbereitet, so dass im Output-Layer eine eindeutige Kenngröße Auskunft über den Autor gab. Diese Arbeiten erwiesen sich als aufschlussreich für die Zusammenarbeit von Marlowe, Fletcher und Shakespeare. Seit 2013 gibt es ein stilometrisches Programm namens R (The R Foundation for Statistical Computing), das die allgemein gebräuchlichen Verfahren wie multidimensionale Skalierungen, Hauptkomponentenanalysen, Clusteranalysen, Bootstrap-Konsensbäume sowie Verfahren der künstlichen Intelligenz (Delta Differenz, unterstützende Vektor-Programme, naive Bayes Berechnungen der bedingten Wahrscheinlichkeit, k-nahe Nachbarn (k-nn) zur Schätzung der Wahrscheinlichkeitsdichtefunktion und <NSC> nearest shrunken centroids) in sich vereinigt.  Maciej Eder, Jan Rybicki und Mike Kestemont erweiterten R Stylo, indem sie die Verfahren der Delta-Differenz und der Klassifikation um die gleitende Komponente erweiterten. Anstelle einer Gesamtbewertung eines Texts werden Wortfenster nacheinander bewertet, so dass mögliche Kollaborationen sichtbar werden.

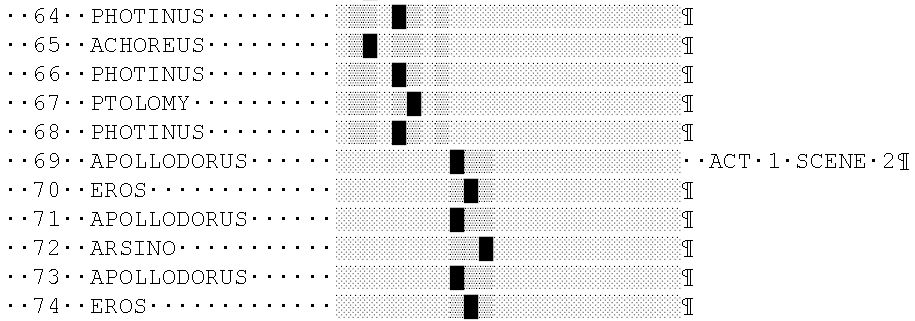
Beispiel einer Konfigurationsstruktur: Ausschnitt aus The False One von Francis Beaumont und John Fletcher